# 國立東華大學理工學院
國立東華大學理工學院（英語：NDHU College of Science and Engineering，縮寫NDHU CSAE），簡稱東華理工學院，一所座落於臺灣花東縱谷的研究型理工學院，成立於1994年，為國立東華大學創校學院暨八大學院之一，由美國加州理工學院客座教授夏友平返國創辦擔任創院院長，是全臺灣第二座以「理工學院」為名，橫跨理學與工學之科際整合學院。
東華理工學院由一群美國華裔教授返國創辦，創立以來享有高度國際性，為教育部遴選國家級雙語重點學院之一，擁有多座國際碩士班、國際博士班，歷任教授群有中央研究院院士1位、IEEE Fellow2位、IET Fellow6位、BCS Fellow1位、OSA Fellow1位、特聘教授9位、全球前2%頂尖科學家10位，頒授學士、碩士、博士學位。
2021年《泰晤士世界大學學科排名》，東華理工學院在計算機科學世界排名301-400大，工程學世界排名601-800大，自然科學世界排名801-1000大，皆名列全國大學排名前8大。2021年《上海交大學術排名》，東華理工學院以電子電機工程獲評為世界排名第401-500名，名列全國排名第4大，與國立成功大學、國立中山大學並列。

## 院史

### 創院
1994年，國立東華大學正式創立，旗下成立應用數學研究所，為東華理工學院前身，其延攬了加拿大曼尼托巴大學統計學教授傅權、美國休士頓大學數學系教授吳鐵肩、中央研究院統計科學研究所研究員程爾觀、姜祖恕等學者擔任創所教授。
1995年，美國加州州立理工大學波莫納分校化學研究所所長夏友平自美國返台，國立東華大學理工學院（NDHU CASE）正式成立，以服務自然科學與工程科學跨領域學術趨勢，旗下有三座研究所：資訊工程研究所、材料科學與工程研究所、應用數學研究所。這些研究所由許多海外臺灣學者創立，資工所由美國亞利桑那大學電機與電腦工程教授郭斯彥擔任創所所長，材料所則由美國西北大學材料研究中心研究科學家翁明壽擔任創所所長。
1996年，東華理工學院成立全臺灣第一座生物技術研究所，以及化學研究所，生技所由生化工程學者曾耀銘擔任創所所長，化學所由美國耶魯大學化學客座教授夏友平、國立中山大學化學系主任黃文樞、中原大學化學系主任蔡英仁等學者共同創辦。 同年，應用數學系成立，與應用數學研究所系所合一，並啟用了理學院大樓（今理工一館）。
1997年，東華理工學院成立了物理學系、生命科學系、資訊工程學系、電機工程研究所，其中物理系由美國北卡羅來納州立大學物理學教授王吉祥擔任創系主任，電機所由美國加州理工學院應用物理博士邱爾德擔任創所所長，生科系為全臺灣最古老生命科學系之一，創立時間僅次清華生科、陽明生科。
1998年，化學系成立，與化學研究所系所合一，並開辦應用數學研究所博士班。1999年，電機工程學系成立，與電機工程研究所系所合一。2000年，材料科學與工程學系成立，與材料科學與工程研究所系所合一。
2001年，東華理工學院成立了應用物理研究所，並開辦兩項博士課程：資訊工程研究所博士班、化學研究所博士班。 2002年，開辦兩項博士課程：電機工程研究所博士班、材料科學與工程研究所博士班。2003年，開辦應用物理研究所博士班。
2005年，東華理工學院啟用了工學院大樓（今理工二館）。2006年，東華理工學院成立光電工程研究所、電子工程研究所，其中光電所延攬了美國光學學會院士（OSA Fellow）何清華、工業技術研究院電子與光電系統研究所所長祁錦雲共同創辦。

### 現今
2008年，隨著國立東華大學和國立花蓮教育大學雙邊合校，東華理工學院整合花教大理學院旗下學術單位：數學系、資訊科學系、應用科學系、學習科技研究所等理工領域系所。2010年，東華理工學院成立光電工程學系，與光電工程研究所系所合一，並開辦統計學碩士班。2011年，資訊工程學系開辦國際學士班、國際國士班，為全臺灣第一座全英語資訊工程國際班。
2012年，東華理工學院啟用了理工學院三館大樓。2012–2023年期間，東華理工學院旗下應用物理研究所、化學研究所、生物技術研究所、電機工程研究所、材料科學與工程研究所，陸續成立共十座全英語國際碩士班、國際博士班。2023年，旗下生命科學系、生物技術研究所整合更名為生化暨分子醫學科學系。2024年，東華理工學院成立大數據科學國際學士班，為東華理工學院第一座院級國際學士班。

## 歷任院長
第一任院長：夏友平（1995年-2001年）
美國伊利諾理工學院（Illinois Tech）化學研究所博士，曾任加州理工大學化學所教授暨所長、耶魯大學客座教授、加州理工學院（CalTech）客座教授
第二任院長：邱爾德（2001年-2003年）
美國加州理工學院（CalTech）應用物理研究所博士，後任國立陽明交通大學生物醫學暨工程學院院長
第三任院長：翁明壽（2003年-2006年）
美國馬凱大學材料科學及冶金研究所博士，曾任美國西北大學材料研究中心研究科學家
第四、五任 院長：林志彪（2006年-2012年）
美國凱斯西儲大學化學研究所博士
第六、七任 院長：林信鋒（2012年-2016年）
美國密西西比州立大學電機工程研究所博士，為國際工程技術學會院士
第八、九任 院長：郭永綱（2016年-2022年）
美國肯塔基大學物理學研究所博士
第十任院長：黃武元（2023年-至今）
國立清華大學資訊工程研究所博士，曾獲國立中央大學網路學習科技研究所特聘教授，110年度科技部傑出研究獎得主（2021）

## 旗下學術單位

### 應用數學系暨研究所（AM）
東華應數系，成立於1994年，前身為應用數學研究所，由加拿大曼尼托巴大學統計學教授傅權、美國休士頓大學數學系教授吳鐵肩、中央研究院統計科學研究所研究員程爾觀、姜祖恕等學者共同創辦，頒授學士、碩士、博士學位。

### 物理學系暨應用物理研究所（PHYS）
東華物理系，成立於1997年，由美國北卡羅來納州立大學物理學教授王吉祥擔任創系主任，2001年，成立應用物理研究所，旗下有國際碩士班、國際博士班，現頒授學士、碩士、博士學位。

### 化學系暨研究所（CHEM）
東華化學系，成立於1996年，前身為化學研究所，由美國加州理工大學波莫納分校化學系主任夏友平、國立中山大學化學系主任黃文樞、中原大學化學系主任蔡英仁等學者共同創辦，旗下有國際碩士班、國際博士班，現頒授學士、碩士、博士學位。

### 生化暨分子醫學科學系暨研究所（BMM）
東華生醫系，成立於1996年，前身全臺灣第一座生物技術研究所，由生化工程學者曾耀銘創辦，同時也是全臺灣最古老生命科學系之一，創立時間僅次清大生科、陽明生科。 東華生醫擁有一座獨立系館、國家生物安全第二等級實驗室（P2），旗下有國際碩士班、國際博士班，頒授學士、碩士、博士學位。

### 電機工程學系暨研究所（EE）
東華電機系，成立於1997年，前身為電機工程研究所，由美國加州理工學院應用物理博士邱爾德教授擔任創所所長，爾後成立電子工程研究所，並合併成為現今學術架構，旗下有國際碩士班、國際博士班，頒授學士、碩士、博士學位。

### 資訊工程學系暨研究所（CSIE）
東華資工系，成立於1995年，前身為資訊工程研究所，為全臺灣歷史最悠久的資訊工程系所之一，由美國亞利桑那大學電機與計算機工程系教授郭斯彥擔任創所所長，創立時間早於臺科大資工、北科大資工，擁有國際學士班、國際碩士班、碩士在職專班，也是全國唯一與中華民國外交部「國際合作發展基金會」合作，遴選世界邦交國菁英深造之資工學府，頒授學士、碩士、博士學位。

### 材料科學與工程學系暨研究所（MSE）
東華材料系，成立於1995年，前身為材料科學與工程研究所，由美國西北大學材料研究中心科學家翁明壽擔任創所所長，在ESI評比為全球前500大，旗下有國際碩士班、國際博士班，頒授學士、碩士、博士學位。

### 光電工程學系暨研究所（OEE）
東華光電系，成立於2006年，前身為光電工程研究所，由美國光學學會院士（Optica Fellow）何清華、工業技術研究院電子與光電系統研究所所長祁錦雲共同創辦，頒授學士、碩士學位

## 旗下學位課程
國立東華大學理工學院頒授以下學位：

### 博士課程
- 理學博士（應用數學）PhD in Applied Mathematics (AM)
- 理學博士（應用物理學）PhD in Applied Physics (AP)
- 理學博士（化學）PhD in Chemistry (CHEM)
- 理學博士（生化暨分子醫學科學）PhD in Biochemistry and Molecular Medicine (BMM)
- 工學博士（電機工程學）PhD in Electrical Engineering (EE)
- 工學博士（資訊工程學）PhD in Computer Science and Information Engineering (CSIE)
- 工學博士（材料科學與工程學）PhD in Materials Science and Engineering (MSE)

### 碩士課程
- 理學碩士（應用數學）MS in Applied Mathematics (AM)
- 理學碩士（統計學）MS in Statistics (STATS)
- 理學碩士（應用物理學）MS in Applied Physics (AP)
- 理學碩士（化學）MS in Chemistry (CHEM)
- 理學碩士（生化暨分子醫學科學）MS in Biochemistry and Molecular Medicine (BMM)
- 工學碩士（電機工程學）MS in Electrical Engineering (EE)
- 工學碩士（資訊工程學）MS in Computer Science and Information Engineering (CSIE)
- 工學碩士（人工智慧與創新應用）MS in Artificial Intelligence and Innovative Applications (AIIA)
- 工學碩士（材料科學與工程學）MS in Materials Science and Engineering (MSE)
- 工學碩士（光電工程學）MS in Opto-Electronic Engineering (OEE)

### 學士課程
- 理學學士（數學科學）BS in Mathematical Science (MS)
- 理學學士（統計科學）BS in Statistical Science (SS)
- 理學學士（大數據科學）BS in Data Science (DS)
- 理學學士（物理學）BS in Physics (PHYS)
- 理學學士（奈米與光電科學）BS in Nano and Photoelectronic Science (NPS)
- 理學學士（化學）BS in Chemistry (CHEM)
- 理學學士（生化暨分子醫學科學）BS in Biochemistry and Molecular Medicine (BMM)
- 工學學士（電機工程學）BS in Electrical Engineering (EE)
- 工學學士（資訊工程學）BS in Computer Science and Information Engineering (CSIE)
- 工學學士（材料科學與工程學）BS in Materials Science and Engineering (MSE)
- 工學學士（光電工程學）BS  in Opto-Electronic Engineering (OEE)

## 旗下研究中心

### 雙語化學習暨國際事務中心
雙語化學習暨國際事務中心成立於2014年，前身為亞洲學術合作中心，創立目標為建立全球各國優秀大學之合作關係，促進與全球各國之文化與學術交流、推動雙邊師生教學與研究合作、達到各種資源的結合與共享，以及推動全英語教學（EMI）為成立宗旨。

### 能源科技中心
於2009年成立，設立之目的在於整合東華理工學院能源科技相關領域教師及研究員，從事新能源科技的研究與開發以及能源教育的推廣與宣導，以提升能源科技領域的研究與教學上的創新，並促進產官學的合作關係。

### 智慧科技中心
於2009年成立，最早為數位內容科技中心， 2012年更名為雲端計算與數位內容中心，2017年再更名為智慧科技中心，研究中心成員包括資工、電機等系所相關領域之教授，並結合AI跨領域更多不同專長的校內外研究人員。基於既有基礎，以建立更具特色的卓越研究與教學團隊，並結合更多不同專長的研究人員於數位相關研究領域，提升東華理工學院研究標竿。

### 東台灣農藥殘留與毒物檢驗中心
為推動花蓮地區農產品與食品安全，因此設立「東台灣農藥殘留與毒物檢驗中心」，提供花蓮等地區高品質的檢驗技術服務，節省檢驗報告時間與成本。並針對農藥殘留等藥物與毒物進行分析，確保農藥之合理使用及農產品之安全品質，同時積極協助花蓮縣政府相關單位推廣無毒與有機農業。

### 農業驗證與服務提升中心
為促進東部地區農業升級，實現東華大學社會責任，因此設立「農業驗證與服務提升中心」，中心結合校內外各項資源，提供花蓮等地區優質農業相關的驗證與服務，推廣友善與有機農業，確保農產品之安全品質，並兼顧農業生產環境與農民福祉。

### 貴重儀器使用中心
為提升奈米科技之跨領研究教學及學術創新，以及與校外合作關係，於2005年成立東台灣奈米科技研究中心，其主要的經費來源為奈米國家型計畫，隨著奈米國家型計畫的退場，為了有效的利用奈米核心設施，於2016年成立「國立東華大學東部貴重儀器中心」，將原有奈米中心核心設施的儀器逐漸轉由貴重儀器中心管理，並整合校內的貴重儀器，進一步擴充本校自有儀器共同使用服務計畫的機台數目，此外，配合全校推動科研重點特色之建立，協助各單位之研究工作，更加推動東華科學研究之發展。

## 對外合作計畫

### 國家雙語重點學院

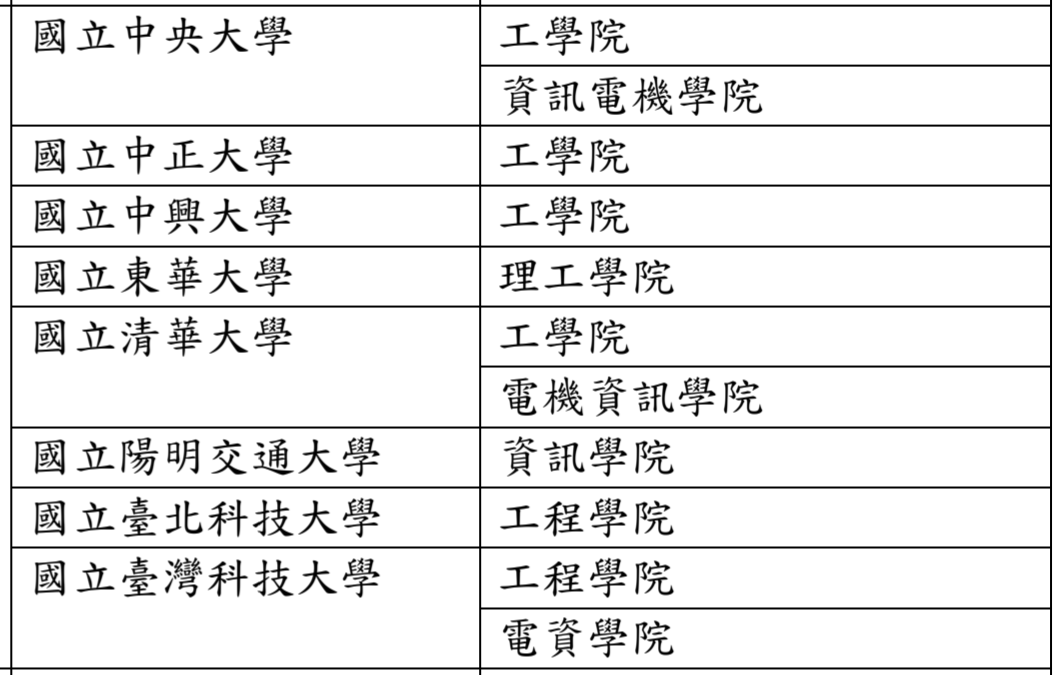
理工電資領域之國家級雙語重點學院名單

2021年，中華民國教育部遴選全國八所大學之理工學院，列為國家級雙語重點培育學院，以推動2030雙語國家政策，分別為國立陽明交通大學、國立清華大學、國立臺灣科技大學、國立中央大學、國立中興大學、國立中正大學、國立東華大學、國立臺北科技大學。東華理工學院以高度國際化、高全英課程比例、超過50%為留洋博士，名列全臺灣八所入選理工大學之一，也是全臺灣唯一以理工合一之姿入選的研究型學院。

### 台積電半導體學程
2025年，國立東華大學理工學院正式參與台灣積體電路製造股份有限公司（TSMC）主導的「台積電半導體學程」人才培育計畫，由旗下電機工程學系主責整合材料系、化學系、光電系、物理系與資訊工程學系資源，建構涵蓋「元件／整合」、「前瞻電路設計」及「製程／模組」三大核心半導體學程。該計畫旨在因應全球半導體技術發展趨勢與產業人才需求，為東臺灣第一項半導體人才培育學程。
半導體學程依據台積電設計架構，涵蓋必修、必選修及專業選修課程，並針對核心能力設計修課門檻，以系統性強化學生於理論與實務層面的專業訓練。初期為理工學院限定學程，預計未來逐步對校內學生開放。學生完成學程後，可申請至TSMC實習，並有機會優先參與正式面試；表現優異者亦可獲得差異化薪資待遇。

## 人物
歷任東華理工學院有教授群有美國國家科學院（NAS）外籍院士1位、俄國普羅霍羅夫工程科學院（PAES）外籍院士1位、中央研究院院士1位、電機電子工程師學會（IEEE）院士2位、國際工程技術學會（IET）院士5位、英國電腦學會（BCS）院士1位、美國光學學會（OSA）院士1位。

國立東華大學理工學院歷任知名學者:
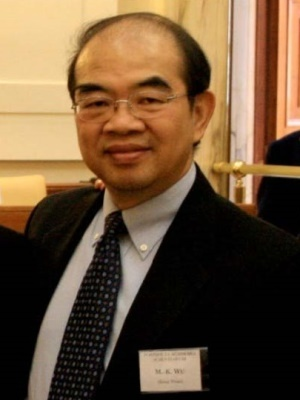
臺灣首位美國國家科學院外籍院士（1988）暨中央研究院院士 吳茂昆
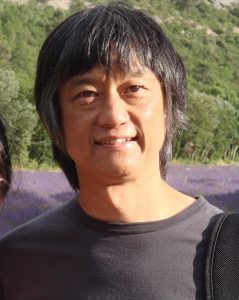
俄羅斯普羅霍羅夫工程科學院（PAES）外籍院士（2016） 鄭嘉良
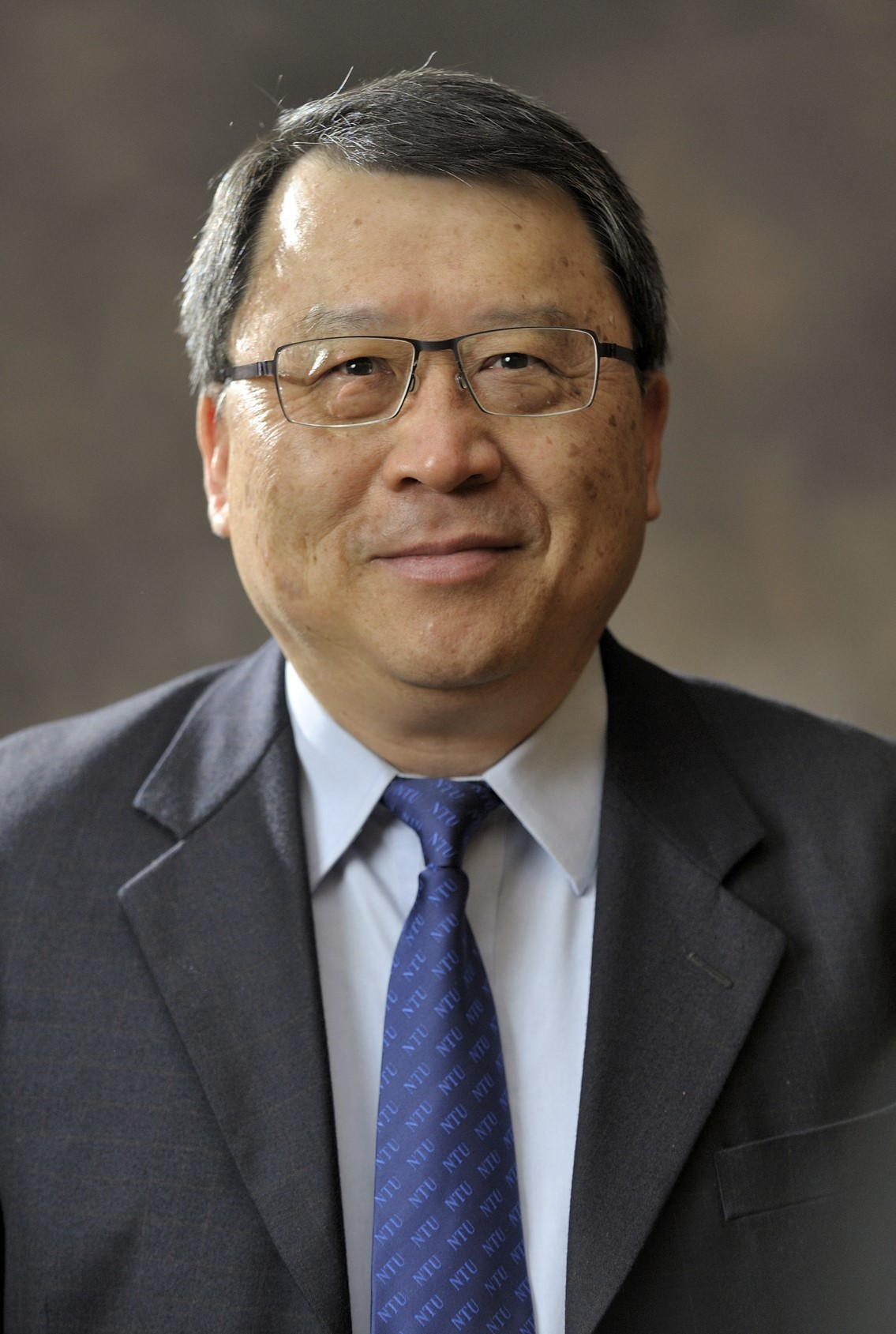
電機電子工程師學會（IEEE）終身特聘院士暨國際工程技術學會（IET）院士 郭斯彥
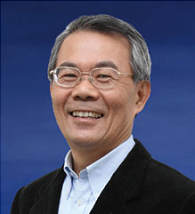
電機電子工程師學會（IEEE）終身特聘院士 張仲儒
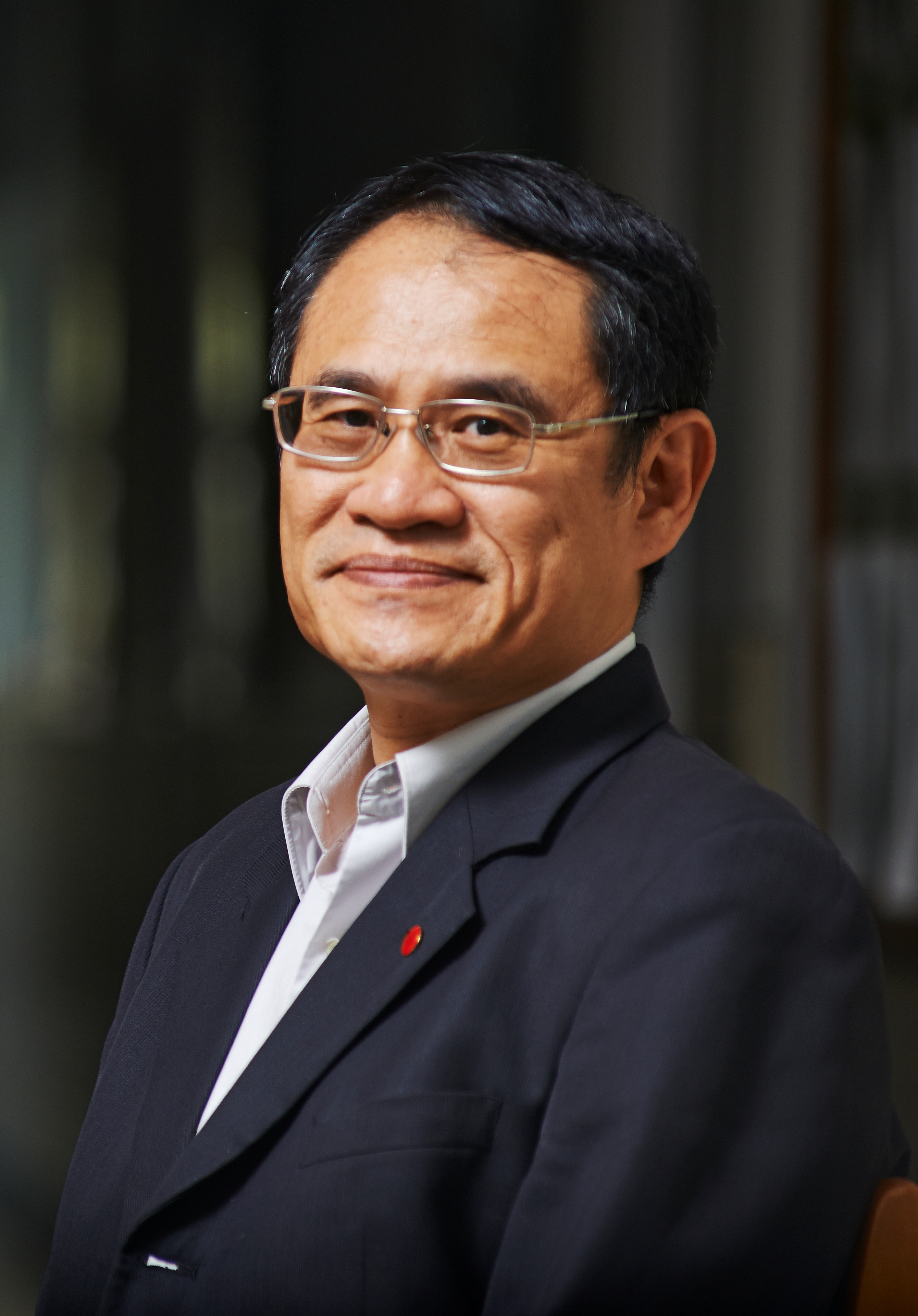
電機電子工程師學會（IEEE）院士暨國家實驗研究院院長 林法正
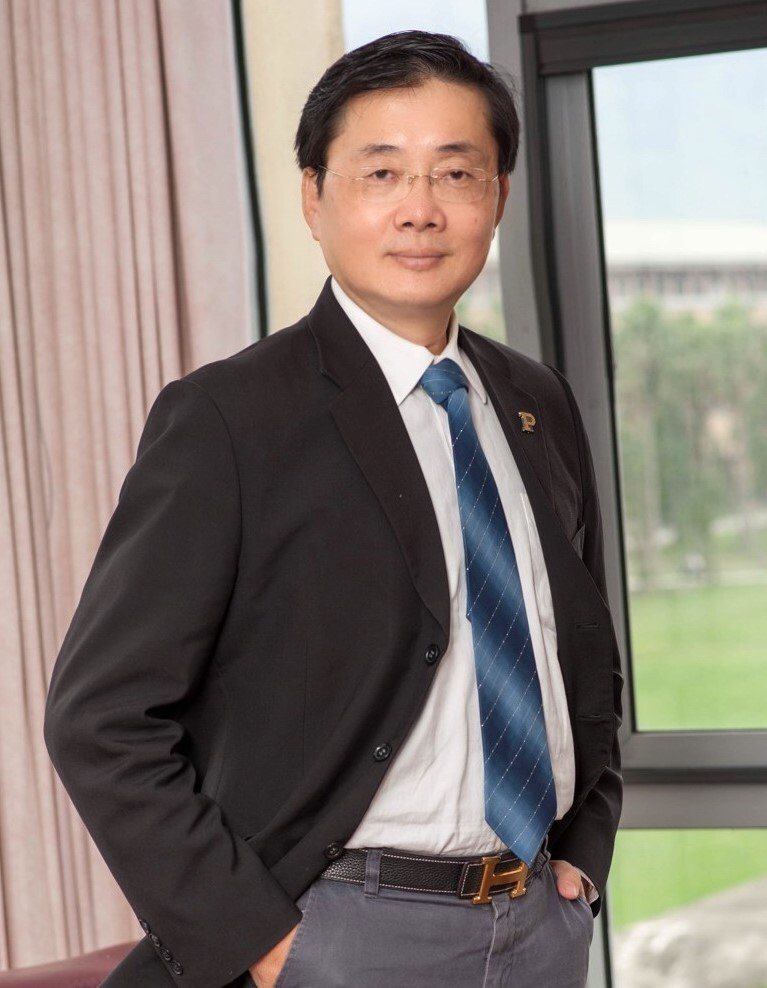
國際工程技術學會（IET）院士暨英國電腦學會（BCS）院士 趙涵捷
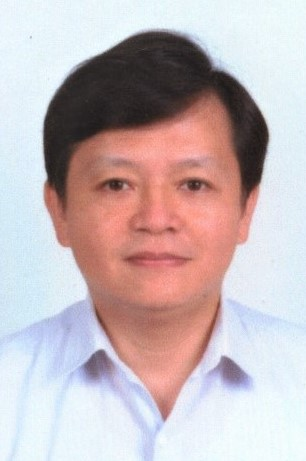
國際工程技術學會（IET）院士 林信鋒
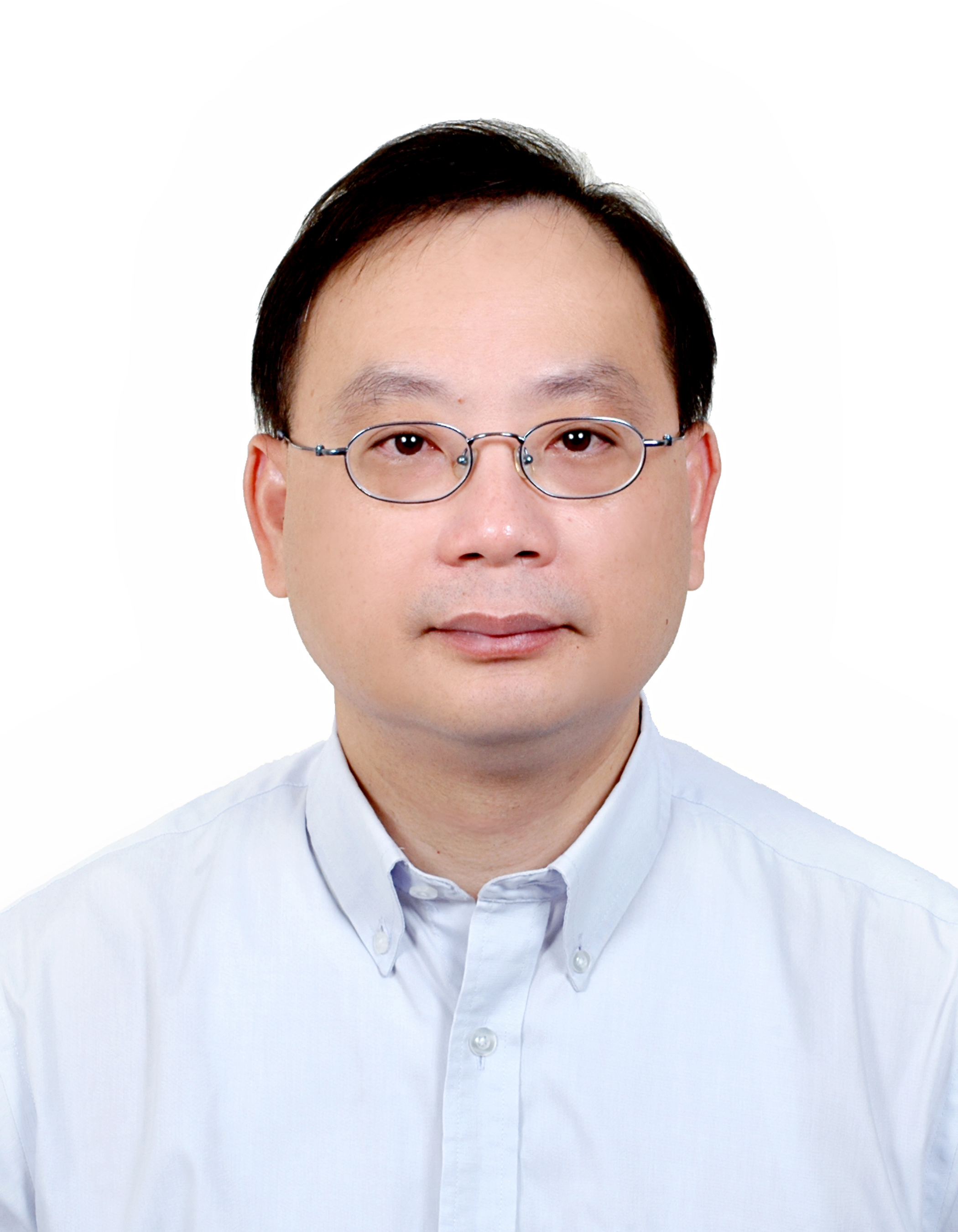
國際工程技術學會（IET）院士 楊慶隆
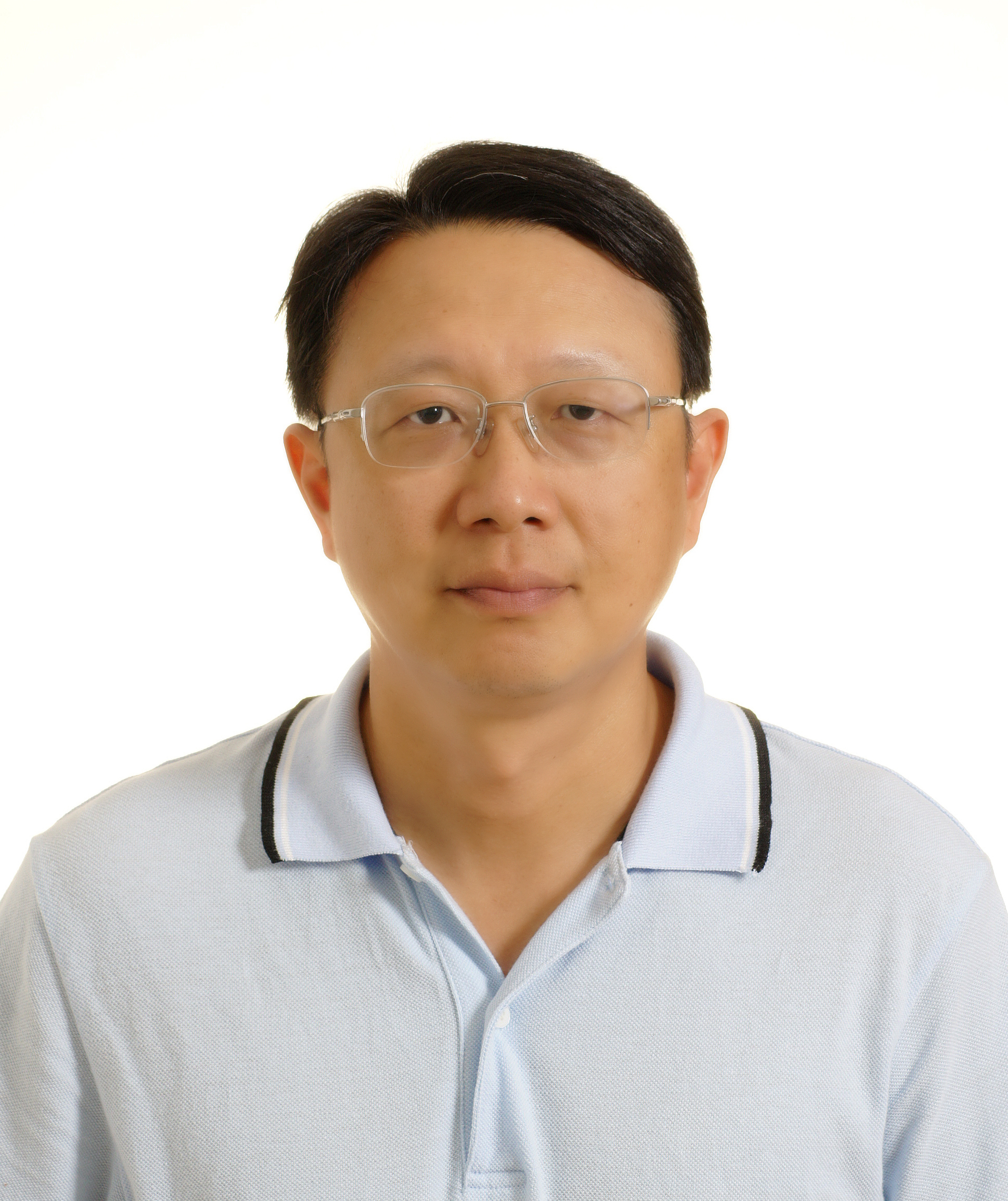
法國科學院臺法科技獎（2016）得主 劉鎮維
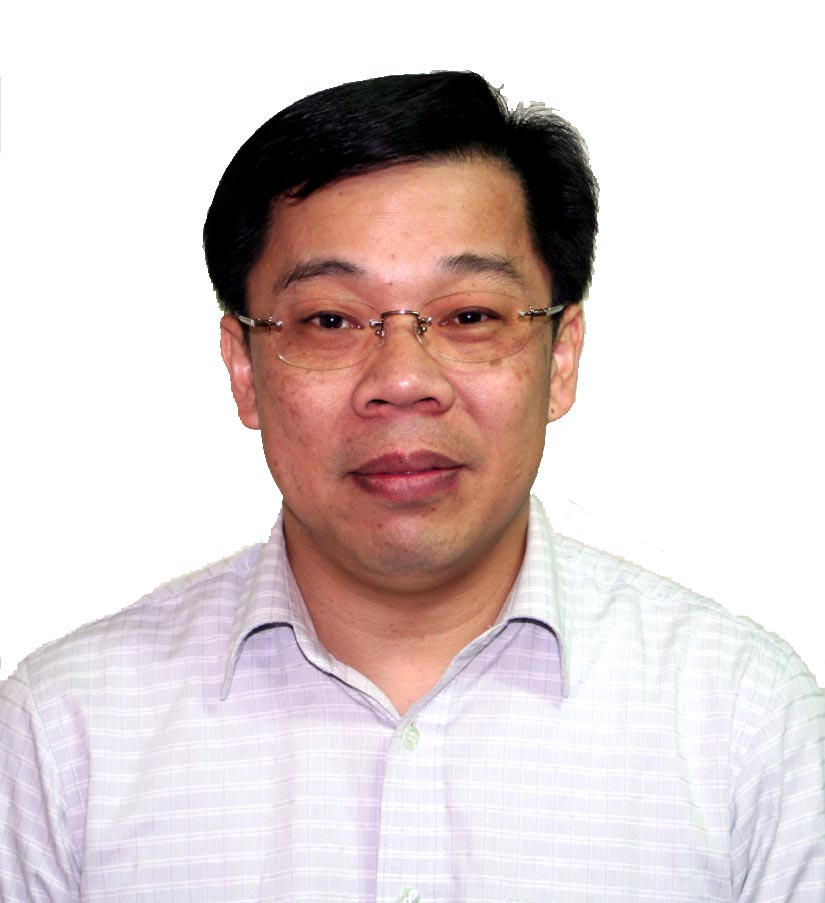
美國光學學會（OSA）院士 何清華